# Indigofera denudata
Indigofera denudata är en ärtväxtart som beskrevs av Carl Peter Thunberg. Indigofera denudata ingår i släktet indigosläktet, och familjen ärtväxter. Inga underarter finns listade i Catalogue of Life.